# Древняя платформа
Дре́вняя платфо́рма (крато́н) — платформа с фундаментом докембрийского возраста. Древние платформы представляют собой ядра материков и занимают обширные части их площади (миллионы квадратных километров). Они сложены типичной континентальной корой мощностью 35—45 км.
Литосфера в их пределах достигает мощности 150—200 км, а по некоторым данным — до 400 км. Они обладают изометричной, полигональной формой.
Значительные площади в пределах платформ занимает неметаморфизованный осадочный чехол толщиной 3—5 км, в наиболее глубоких впадинах достигающий 10—12 км, а в исключительных случаях (Прикаспийская низменность) до 20—25 км. В состав чехла помимо осадочных формаций могут входить покровы траппов. Древние платформы, имеющие раннедокембрийский метаморфический фундамент, составляют древнейшие и центральные части материков и занимают около 40 % их площади; термин «кратон» применяют только к ним.

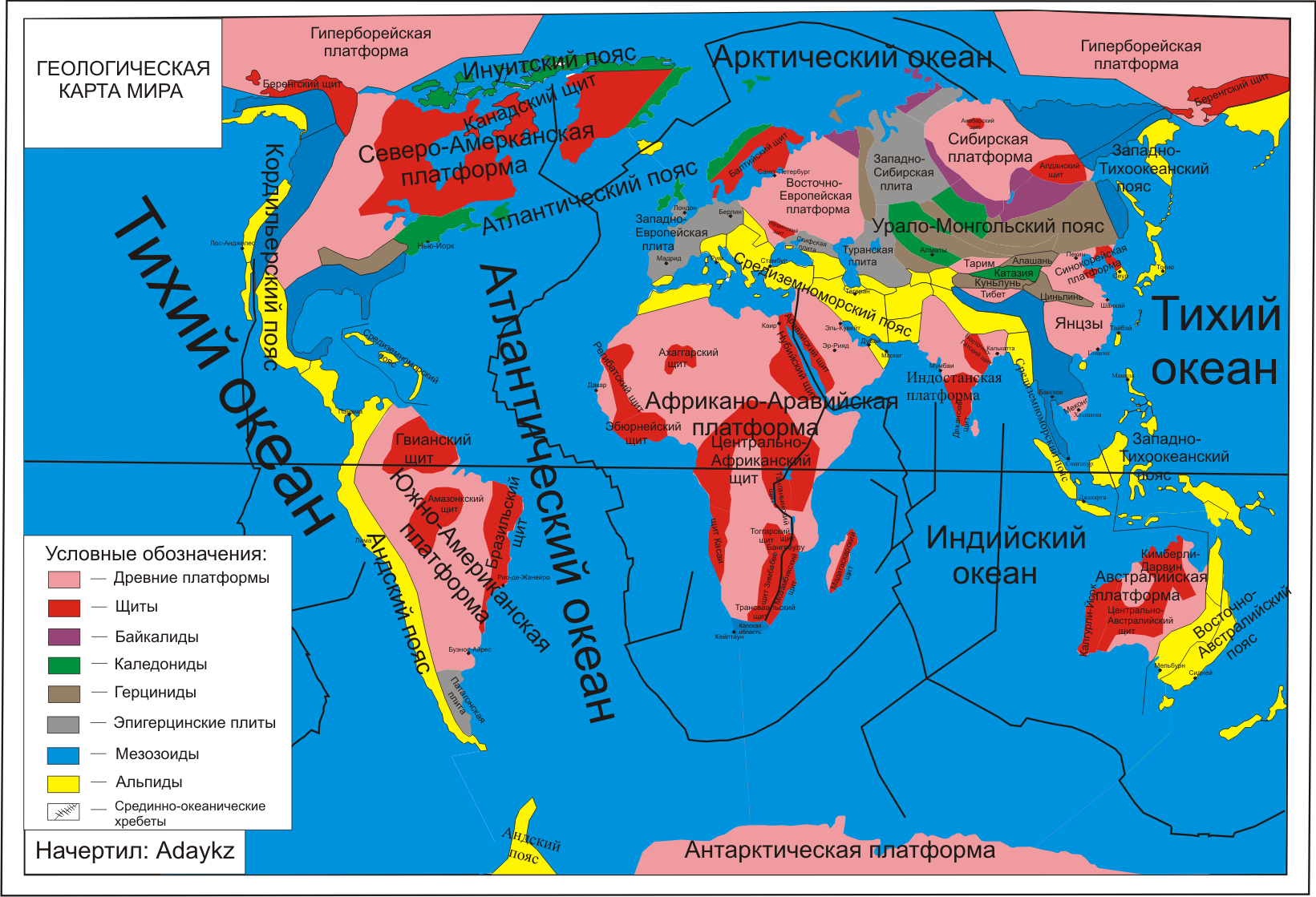
Древние платформы на карте мира

## Подразделение древних платформ
Древние платформы делятся на 3 типа:
1. Лавразийский — Северо-Американская (Лавренция), Восточно-Европейская, Сибирская (Ангарида)
2. Гондванский — Южно-Американская, Африкано-Аравийская, Индостанская, Австралийская, Антарктическая
3. Переходный — Сино-Корейская (Хуанхэ), Южно-Китайская (Янцзы)

Есть малые древние платформы — Тибет, Тарим (Даян), Индокитай (Меконг).
В палеозойской эре существовали суперматерики Лавразия в Северном полушарии, в Южном — Гондвана; между ними переходные платформы относились и к Гондване, и к Лавразии. Соответственно этому, типы делятся на лавразийский, гондванский и переходный.
Антарктическая платформа до палеозойской эры была разделена на Западную и Восточную платформу. В палезойской эре объединилась в единую платформу.
Африканская платформа в архее была разделена на части — протоплатформы Конго (Заир), Калахари (Южно-Африканская), Сомали (Восточно-Африканская), Мадагаскар, Аравия, Судан, Сахара. После Пангеи-0 они полностью объединились, кроме Аравийской и Мадагаскарской платформ. Уже в палеозойской эре Африканская платформа превратилась в Африкано-Аравийскую платформу в составе Гондваны. В этой платформе имеются многочисленные выходы на поверхность кристаллического фундамента (щиты и массивы): на западе — Регибатский, Ахаггарский и Эбюрнейский; вокруг Красного моря — Аравийский, Нубийский и Эфиопский; на экваторе — Центрально-Африканский, Касаи и Танганьикский; на юге — Зимбабве, Мозамбикский, Трансваальский, Бангвелулу и Тоггарский; на острове Мадагаскар — Мадагаскарский.
Южно-Китайская и Сино-корейская платформы разделены герцинским поясом Циньлинь. Южно-Китайскую платформу китайские геологи называют Янцзы по названию реки, протекающей по всей территории платформы.
В XX веке выдвигалась гипотеза, что в районе Северного полюса находилась древняя платформа Гиперборея.

## Внутреннее строение фундамента древних платформ
Важнейшая роль в строении фундамента древних платформ принадлежит архейским и нижнепротерозойским образованиям, имеющим крупноблоковое строение. Так, в структуре Балтийского щита различают пять главных блоков, в пределах Украинского щита — также пять, Канадского щита — шесть и т. д. В архейских комплексах распространены особые структурные элементы, характерные для ранних этапов истории Земли.

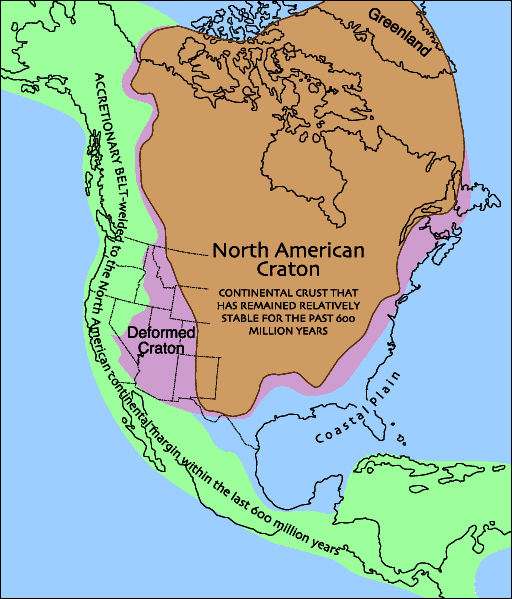

На всех щитах древних платформ выделяются три комплекса пород этого возраста:
1. Зеленокаменные пояса представляют собой мощные толщи закономерно перемежающихся пород от ультраосновных и основных вулканитов (от базальтов и андезитов к дацитам и риолитам) к гранитам. Эти пояса имеют протяженность до 1000 км при ширине до 200 км.
2. Комплексы орто- и парагнейсов образуют в сочетании с гранитными массивами поля гранитогнейсов. Гнейсы отвечают по составу гранитам и обладают гнейсовидной текстурой.
3. Гранулитовые (гранулито-гнейсовые) пояса, под которыми понимаются метаморфические породы, сформировавшиеся в условиях средних давлений и высоких температур (750—1000 °C) и содержащие кварц, полевой шпат и гранат.

Наряду с ареалами «серых гнейсов» раннего архея, три перечисленных выше типа архейских образований слагают преобладающую часть щитов древних платформ.

## Структурные элементы фундамента и осадочного чехла платформ
Платформы подразделяются на участки выходов на поверхность пород фундамента — щиты и на не менее крупные участки, покрытые чехлом — плиты.
Щиты легко выделяются в платформах северного ряда, где они со всех сторон окружены чехлом, но значительно труднее в платформах южного ряда, особенно Африканской и Индостанской, на большей части которых фундамент обнажается на поверхности, а чехол распространён более ограниченно, в пределах замкнутых впадин. Молодые платформы почти целиком представляют собой плиты, а щиты и массивы здесь встречаются в виде исключения. Таким образом, плиты — преобладающий элемент древних и собственно молодых платформ. В пределах плит различают структурные элементы подчинённого (второго) порядка: антеклизы, синеклизы, авлакогены, своды, впадины, валы и депрессии.

## Другие названия термина «Древние платформы»
Крато́н (от др.-греч. κράτος — сила, крепость; оплот, твердыня) — стабильный участок континентальной коры, архейского возраста. Это древнейшие блоки континентальной коры, они занимают большую часть объёма всех континентов.